# Мухор-Тархата
Мухор-Тархата (рос. Мухор-Тархата) — село Кош-Агацького району, Республіка Алтай Росії. Входить до складу Мухор-Тархатинського сільського поселення.
Населення — 816 осіб (2015 рік).